# 義勇警察

義勇警察旗

義勇警察各大、中隊旗

義勇警察，簡稱義警，為中華民國警察機關在平時加強地方警備力量而在戰時支援軍事勤務任務，且利用有自願協助地方治安、交通的民眾，並實施專業的教育訓練，達成輔佐警力的不足。並讓警察機關充分利用民力無窮之優點，來協勤地方上的交通管制及治安。義勇警察和其餘民防組織的原型可追溯至中華民國大陸時期的保安團或是台灣日治時期的保甲制度。

## 組織法律
在中華民國法律，依據《民防法》第四條第二項制定，《民防團隊編組訓練演習服勤及支援軍事勤務辦法》第九條編組而成。

## 任務
各民防組織之任務均依據《民防團隊編組訓練演習服勤及支援軍事勤務辦法》第十條和十二條實施，又細分為民防大隊、義勇警察大隊、交通義勇警察大隊、山地義勇警察隊。

### 民防大隊（民防）

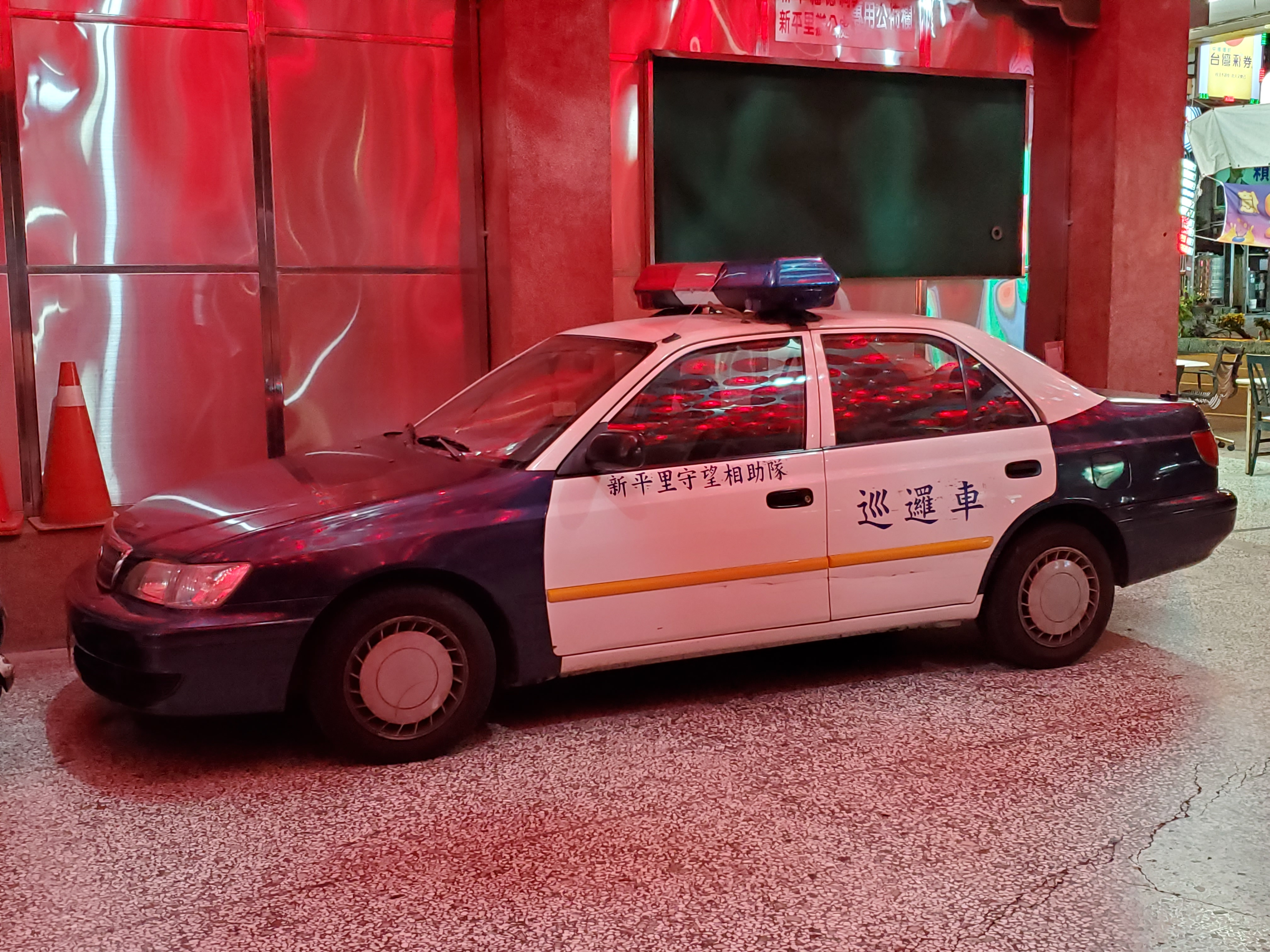
Taiwanese Auxiliary Police Car

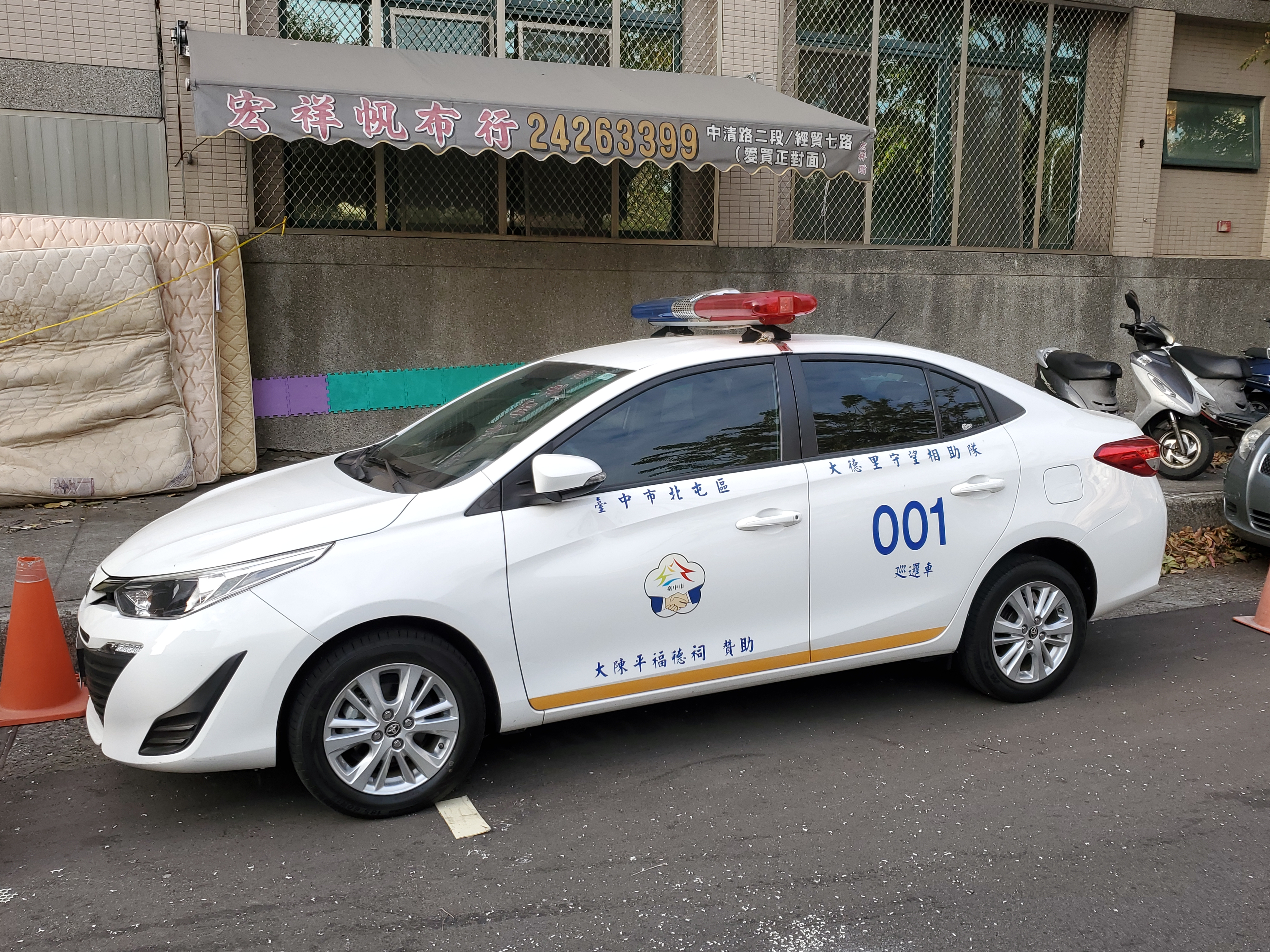
台中市社區守望相助隊巡邏車。

民防大隊執行轄內空襲災害防護、協助防空避難設備管理維護、協助搶救重大災害、協助維持地方治安及戰時支援軍事勤務任務。

### 交通義勇警察大隊（義交）
交通義勇警察大隊執行指定之協助整理交通秩序、交通指揮、疏導與管制、交通事故處理、交通設施損壞通報及維護、空襲及戰時交通指揮、疏導與管制及其他經指定之警察勤務。

### 義勇警察大隊（義警）

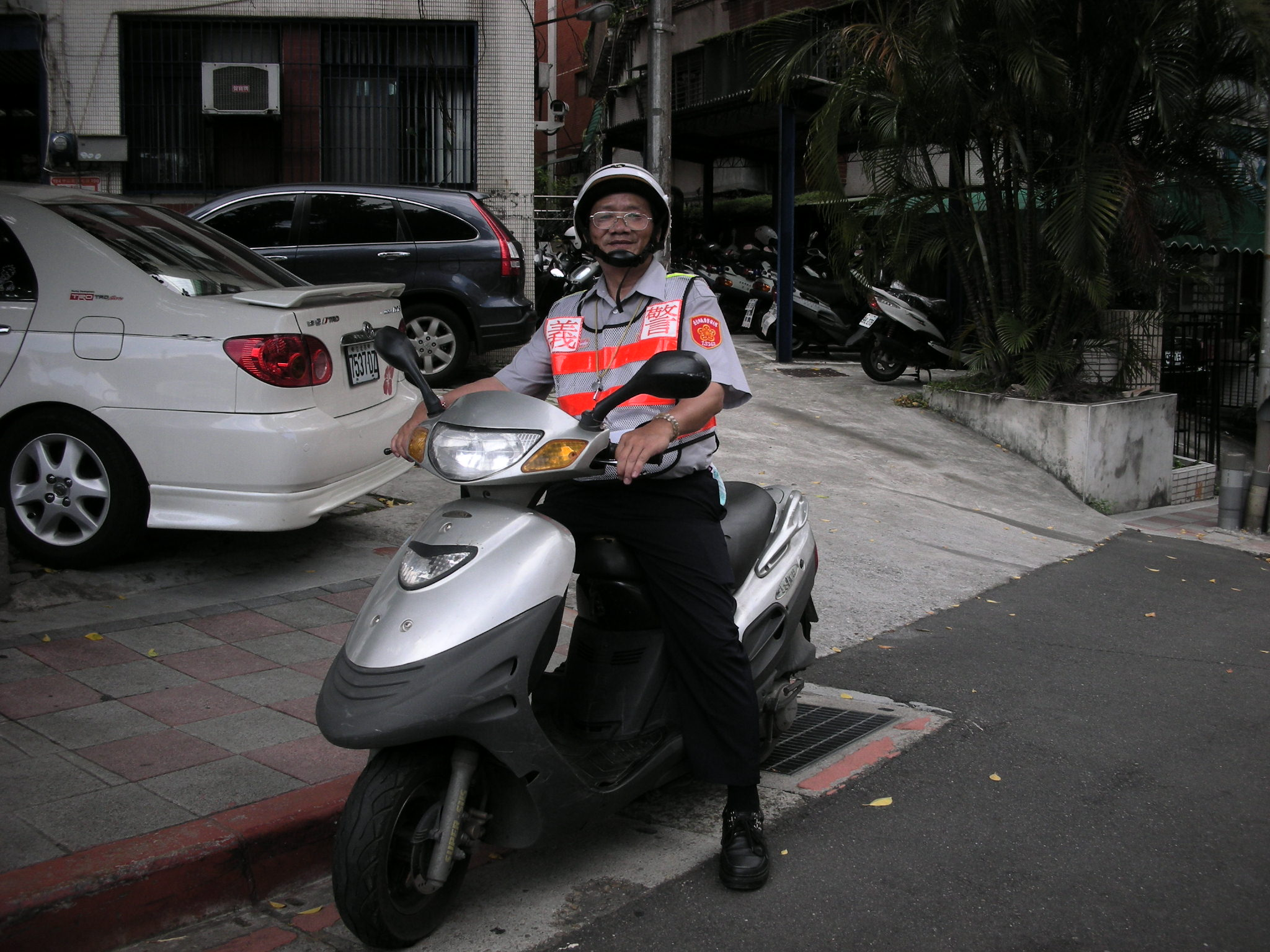
臺北市義勇警察大隊隊員。

義勇警察大隊執行指定之協助防竊防盜、警戒勤務、警察勤務、駐地、守望相助及戰時支援軍事勤務任務。

### 義勇刑事警察（義刑）
主要任務是協助警方偵辦刑案、蒐集情資、維持治安、協助押送囚犯，台北市政府目前已廢除義刑制度。

### 山地義勇警察隊（現已廢除）
山地義勇警察隊行指定之協助防竊防盜、警戒勤務、警察勤務及戰時支援軍事勤務任務。《臺灣地區山地義勇警察組訓服勤辦法》已於民國九十三年三月十日中華民國內政部台內警字第0930075358號令發布廢止，從該日起無此編制。

### 高雄市社區輔助警察隊（高雄輔警）
2005年，高雄市時任代理市長陳其邁在任期間，因警力不足，參仿英國、香港等國外制度公開招募社區輔助警察（輔警）。薪資最初為每小時150元（高於當時基本工資80元），然而15年來卻未調整，經陳其邁市長承諾現調漲為200元。
通常於深夜（大夜班）時段值勤，最多時高達逾600人，截止至2025年，僅剩160多名隊員，作為補充及支援人力運用。
在警察機關管理之駐衛警察或編訓之義勇警察服式標識規定之第三點以下單位均稱義勇警察（義警），所以有此可知上述四種單位均可統稱義警。

## 支援中華民國國軍軍事勤務
依據《民防法》第二條第四款支援軍事勤務、《民防法施行細則》第 3 條、《民防團隊編組訓練演習服勤及支援軍事勤務辦法》第四十一條至第四十三條規定，應由中華民國國防部向中央政府主管機關(內政部警政署)提出申請，經核准回覆後由民防總隊或特種防護團派遣支援之。
依據《民防法施行細則》第 3 條支援軍事勤務，指由民防團隊人員於戰時配合國防軍事單位執行下列事項：
1. 搶修軍用機場、軍用港口、軍事廠庫等重要設施。
2. 搶修戰備道路、戰備跑道及與部隊運動有關之鐵路、公路、橋樑、隧道等設施。
3. 協助裝卸運輸軍品。
4. 協助設置軍事阻絕障礙。
5. 對空監視及報告敵機動態。
6. 監視、報告敵軍空降、飛彈襲擊等情形。
7. 協助傷患醫療作業。
8. 其他經國防部協調中央主管機關指定者。

依據《民防團隊編組訓練演習服勤及支援軍事勤務辦法則》第 10 條民防大隊、義勇警察大隊、交通義勇警察大隊、村（里）社區守望相助巡守大隊，其任務如下：
1. 民防大隊執行轄內空襲災害防護、協助防空避難設備管理維護、協助搶救重大災害、協助維持地方治安及戰時支援軍事勤務任務。
2. 義勇警察大隊執行指定之協助防竊防盜、警戒勤務、警察勤務及戰時支援軍事勤務任務。
3. 交通義勇警察大隊執行指定之協助整理交通秩序、交通指揮、疏導與管制、交通事故處理、交通設施損壞通報及維護、空襲及戰時交通指揮、疏導與管制及其他經指定之警察勤務。
4. 村（里）社區守望相助巡守大隊執行協助維護地方治安巡守、急難救護任務。

依據《民防團隊編組訓練演習服勤及支援軍事勤務辦法則》第 38 條本辦法所稱服勤，係指民防人員為執行民防任務，服行與下列工作範圍相關之勤務：
1. 空襲之情報傳遞、警報發放、防空疏散避難及空襲災害防護。
2. 協助搶救重大災害。
3. 協助維持地方治安或擔任民間自衛。
4. 支援軍事勤務。

## 資格
民防大隊、義勇警察大隊、交通義勇警察大隊、村(里)社區守望相助巡守大隊遴選條件如下：
1. 依民防法第5條規定，年滿18歲至未滿70歲者。
2. 基本條件：
  1. 思想純正、品德操行良好、熱心公益、具有相關任務專長及領導才能者。
  2. 體能、健康情形良好，足堪擔當各項訓練、演習、服勤及其他任務。
3. 特殊條件(有下列條件之一者即不予遴選)：依據《民防團隊編組訓練演習服勤及支援軍事勤務辦法》第十一條，民防人員有下列情形之一者，由直轄市、縣（市）警察局及專業警察機關予以辦理解編：
  1. 受二年以上有期徒刑之宣告者。但過失犯，不在此限。
  2. 受保安處分或感訓處分之裁判確定者。但因緩刑而付保護管束者，不在此限。
  3. 因案被通緝逾二個月，未撤銷通緝者。
  4. 假借職務名義，意圖敲詐、勒索、詐欺、侵占、恐嚇，影響聲譽，經查屬實或提起公訴者。
  5. 因妨害安寧秩序、妨害善良風俗或妨害公務，依《社會秩序維護法》裁處有案者。
  6. 經營或從事與色情有關之職業，或開設、參與經營賭場，或擔任賭場保鑣或其他非法、不正當行業，經查屬實者。
  7. 誹謗長官、破壞團結，情節重大或言行故意損害民防團隊形象，經查屬實者。
  8. 無正當理由，不參加訓練、演習、服勤或支援軍事勤務者。
  9. 因痼疾或重病不堪勝任民防工作者。
  10. 其他有風評不佳，經檢舉後查有具體事證，不適任民防工作者。

依據《民防法》第五條之四，有年齡限制：四、前三款編組以外之國民，年滿二十歲至未滿七十歲者，依其生活區域、性別、專長、經驗、體能，經遴選參加民防總隊、民防團及民防分團編組。

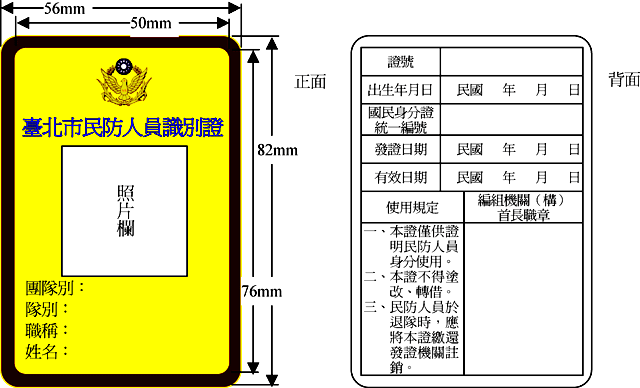
台灣民防人員識別證樣板(臺北市)

### 幹部遴聘程序：
1. 大隊長由民防總隊遴選、核任，並發給派令。
2. 副大隊長、大隊指導員、大隊秘書、大隊幹事(含各區大隊幹事)、大隊書記、區大隊(直屬大隊)長由大隊遴選、核任，並發給派令。
3. 大隊顧問由大隊長遴選、核任，並發給聘書。
4. 區副大隊(直屬大隊)長、區大隊(直屬大隊)指導員、中隊長、副中隊長、中隊幹事、中隊書記、分隊長、副分隊長由各區大隊遴選、核任，並發給派令。
5. 隊員由各該轄警察分局(區大隊)招募遴選填具「義警推薦表、異動名冊」，經主管核定後，並報請核備。
6. 義警幹部之遴選依權責填具「義警推薦表、異動名冊」報核。各級幹部任期與市長任期同，相同職務僅得連任一次。但服務熱忱、著有功績及具有眾望者，得由權責單位核定續任之。

## 訓練
依據《民防團隊編組訓練演習服勤及支援軍事勤務辦法》第三十條，民防團隊訓練由中央政府主管機關視實際需要策訂計畫實施，區分如下：
1. 基本訓練：民防團隊整編完成之年度，應一次或分二次實施八小時基本訓練。
2. 常年訓練，依下列規定辦理：
  1. 民防總隊所屬各任務大隊（隊）、站：每年度實施一次或二次，召集編組成員全員參加，每次以四小時為原則。
  2. 民防團、民防分團、特種防護團、防護團及聯合防護團：每年度實施一次，召集編組成員三分之一參加，每次以四小時為原則。
3. 幹部訓練：對民防、義勇警察、交通義勇警察、村（里）社區守望相助巡守、山地義勇警察等民力任務隊小隊長以上幹部實施之專業訓練，每年度實施一次，每次以四小時至八小時為原則。
4. 其他訓練：依實際需要實施。

義警服勤規定如下：
1. 警察局應策訂年度服勤召集實施計畫，並配合人員異動及任務需求來檢討修正。
2. 義警應配合警察執行勤務。但得依地方上治安特性及自發性工作以補警力之不足。
3. 義警服勤，應著規定制服，配件齊全，儀容端莊，態度和藹。但情況特殊，得著便衣服勤。如參加巡守隊依其團隊規定穿著。
4. 義警人員平時服勤應由警察派出所於每月初，斟酌轄內治安實際狀況及勤務需要，按月排定勤務分配表陳報分局核定後，通知 義警服勤，基於治安上需要或天然災害、空襲防護、重大節日、臨時召集服勤，應另行排表實施。
5. 義警人員服勤除依協勤人員勤務分配表執勤外，另協勤人員出入登記簿、協勤人員工作紀錄簿等，應由執勤人員填寫，並經派出所主管核章。
6. 義警人員平時服勤每月四小時至十二小時為原則(不包括臨時召集服勤時間)，並於分局、派出所勤務分配表內註明勤務類別，各級查勤人員隨時查察督導。
7. 義警應召服勤時，其出勤、退勤均於分局、派出所出入登記簿簽証；具有工作績效者，應由執勤人員填寫工作紀錄簿時併予敘明，並送派出所主管核章，以備查考。
8. 義警人員每次服勤時依勤務狀況，由分局、派出所相關人員或義警帶班幹部實施勤前教育。
9. 各分局、派出所對於轄內義警應確實掌握其幹部，再由幹部逐級掌握所屬隊員，並應策訂通報聯繫集合方式，利用機會實施集合演練，以加強運用效果。

## 服裝
| 物品           | 說明                                                                                         |
| -------------- | -------------------------------------------------------------------------------------------- |
| 便服           | 淡紫白色                                                                                     |
| 便服外套       | 藏青色艾森豪夾克                                                                             |
| 常服外套       | 藏青色，扣子為銀色                                                                           |
| 褲子           | 藏青色                                                                                       |
| 大盤帽         | 顏色為藏青色，帽徽繡有警徽並綴上"義警""民防"等所屬組織字樣，並依據職等不同而搭配銀線與稻穗   |
| 便帽（勤務帽） | 顏色為藏青色，帽徽繡有警徽並綴上"義警""民防"等所屬組織字樣                                   |
| 領章           | 為銀白色和平鴿一對，兩兩相對                                                                 |
| 臂章           | 見下方介紹                                                                                   |
| 胸章           | 用來識別職務、所屬單位、人員編號。有些義警民防組織可能會使用顏色樣式與警察階級章相異的階級章 |

各民防團隊服勤時均由警察單位發放制服，並依據警察機關管理之駐衛警察或編訓之義勇警察服式標識規定，配戴和穿著。以下民防各組織在制服上均大同小異，只差別在臂章部分。
- 義勇警察（義警）：金黃色梅花形圖案，中嵌十五根花蕊。
- 交通義警（義交）：黑底黃色線斑馬紋，金黃色梅花形圖案，中嵌十五根花蕊。右臂繡佩交通斑馬紋標識由上而下分別為紅底白字交通義警字樣，黑底黃色線斑馬紋。
- 民防團：金黃色梅花形圖案，中嵌國徽，兩翼由上而下為藍、白、紅三色。
- 山地義警：金黃色梅花形圖案，中嵌綠色山峰。

## 義勇警察、義勇消防人員職務階級識別
值得一提的是，上述各民防團隊之人員因屬志願服務的民眾組成，所以在階級分別上有胸章職稱章，還有大盤帽的銀色線條多寡來區分(一、二、三線)，與正規警察、消防之胸章(階級章)不同。

### 義勇警察階級識別表
| 大盤帽階級銀線 | 三線                                   | 二線                                                                                                 | 一線                                       |
|                | 大隊長、副大隊長、大隊指導員、區大隊長 | 區副大隊長、區大隊指導員、中隊長、副中隊長、中隊幹事與書記、分隊長(含獨立)、副分隊長、分隊幹事與書記 | 小隊長(含獨立)、副小隊長(小隊幹事)、隊員。 |

### 義勇消防人員階級識別表
如消防服制準則第6條第1項之附件三:義勇消防人員階級識別表規定。
| 大盤帽階級銀線 | 三線             | 二線                                                                                                   | 一線                                                                               |
| 直轄市及福建省 | 大隊長、副大隊長 | 大隊副總幹事、幹事、助理幹事、顧問、中隊長、副中隊長                                                   | 中隊顧問、助理幹事、分隊長、副分隊長、顧問、幹事、助理幹事、小隊長、副小隊長、隊員 |
| 大盤帽階級銀線 | 三線             | 二線                                                                                                   | 一線                                                                               |
| 臺灣省各縣市   | 總隊長、副總隊長 | 總隊總幹事、副總幹事、幹事、顧問、大隊長、副大隊長、大隊總幹事、副總幹事、幹事、顧問、中隊長、副中隊長 | 中隊幹事、顧問、分隊長、副分隊長、分隊幹事、助理幹事、顧問、小隊長、副小隊長、隊員 |

### 臺北市義勇警察大隊配階
義勇警察雖無制式階級章，但台北市義勇警察大隊有採用以現行警察階級章為基礎修改顏色的非制式階級章。
| 職務     | 大隊長                                 | 副大隊長               | 大隊指導員/區大隊長               | 區副大隊長 | 區大隊指導員/中隊長 |
| 階級識別 |                                        |                        |                                   |            |                     |
| 職務     | 副中隊長/中隊幹事、書記/分隊長(含獨立) | 副分隊長/分隊幹事/書記 | 小隊長(含獨立)/副小隊長(小隊幹事) | 隊員       |                     |
| 階級識別 |                                        |                        |                                   |            |                     |

義警大盤帽帽牆上的銀線與階級章底線數量相同。

## 外部連結
- 法律簡介 （页面存档备份，存于）-中華民國內政部主管法規查詢系統
- 民防法 （页面存档备份，存于）-
- 民防團隊編組訓練演習服勤及支援軍事情務辦法 （页面存档备份，存于），
- 警察機關管理之駐衛警察或編訓之義勇警察服式標職規定 （页面存档备份，存于）-

## 相關
- 輔警
- 警察義工儲備組織 (馬來西亞)（英语：Police Volunteer Reserve Corp (Malaysia)）
- 辅警 (中华人民共和国)
- 治安联防队、交通协管员
- 香港輔助警察隊
- 英國警力支援義工（英语：Police Support Volunteer）

- 1992年警務機關（義勇警察）修正法

- 美國民兵團（英语：Citizen Corps）所屬的警務機關義勇人員（英语：Volunteers in Police Service）